# 海南龍頭里古墳
海南龍頭里古墳（ヘナム りゅうとうりこふん/ヨンドゥリゴブン）またはマルムドム古墳は、大韓民国（韓国）全羅南道海南郡三山面昌里にある古墳。形状は長鼓墳（前方後円形墳）。全羅南道記念物第121号に指定されている（指定名称は「해남용두리고분（海南龍頭里古墳）」）。
朝鮮半島南部には長鼓墳10数基が分布し、日本に多く存在する前方後円墳との関連が指摘されるが、本古墳はそのうちの1つになる。

## 概要
朝鮮半島南端、海南郡中央部の微高地上に位置する。別称の「マルムドム」は地元での呼称で、「馬の墓」の意である。2008年に国立光州博物館により発掘調査がなされている。
墳丘の大部分は盛り土からなり、前方後円形をなして前方部を南西に向ける。後円部平坦面は、主軸直行方向を長軸とする楕円形をなす。墳丘表面には百済系の陶質土器片が見つかっているが、段築・葺石は認められていない。埋葬施設は横穴式石室（現在は非開口）で、地表面から1メートルほど土を積んだ上に形成されており、石室規模は長さ3.43メートル、幅2.17-2.38メートル、高さ1.80メートル。石室構造は、北部九州や有明海沿岸地域と直接的に系譜関係を持つと見られている。また後に、岩橋千塚古墳群を造った紀伊の工人集団が追加構築したとも見られている。数度にわたり盗掘を受けているため副葬品の多くは散失したが、土器・玉・鉄器などが収拾されている。
以上の墳形・石室構造から、古墳の築造年代は6世紀中頃と推定される。龍頭里古墳付近では龍頭里古墳以前の古墳の系譜はなく、龍頭里古墳はこの地域で突如出現した古墳になる。古墳から海岸線までは3キロメートル（古くは2キロメートル）ほどと近く、その被葬者に関して海上交通との関わりが指摘されている。なお、龍頭里古墳の50メートル西方には古墳3基が存在したといい（非現存）、一帯で百済系陶質土器が見つかっている。
古墳域は1986年12月21日に全羅南道記念物第121号に指定されている。

## 墳丘
墳丘の規模は次の通り。
- 墳丘長：41.3メートル
- 後円部
  - 直径：24.3メートル
  - 高さ：5.2メートル
- 前方部
  - 幅：17.5メートル
  - 高さ：3.8メートル

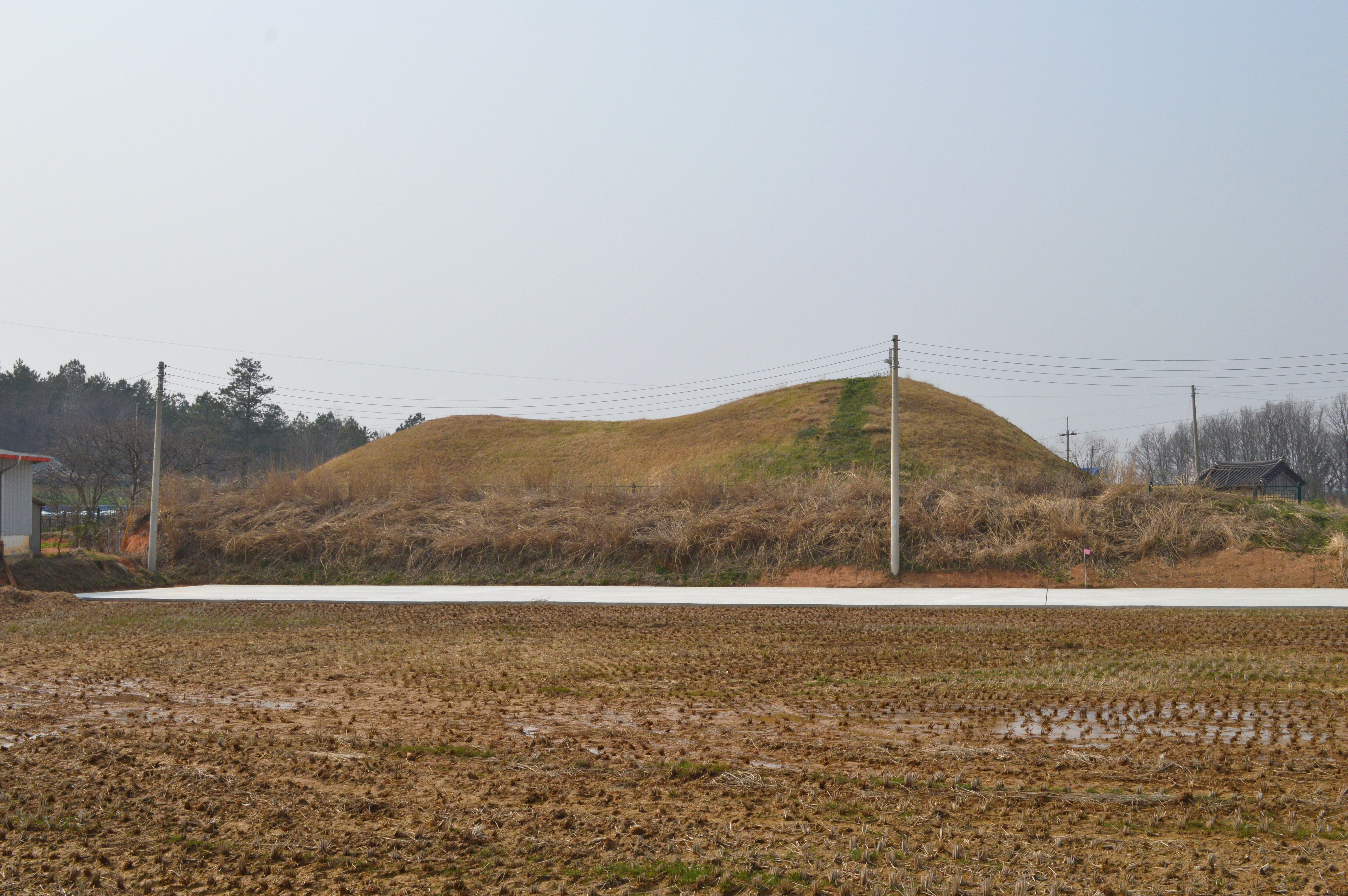
横から望む墳形（左が前方部）

墳丘の外形に関しては、石人山古墳（福岡県八女郡広川町）との類似が指摘される。

## 文化財

### 全羅南道記念物
- 해남용두리고분（海南龍頭里古墳） - 全羅南道記念物第121号。1986年12月21日指定[2]。

## 現地情報
所在地
- 全羅南道海南郡三山面昌里578番地（전라남도 해남군 삼산면 창리 578번지）

交通アクセス
- バス：海南郡バスターミナルから、バスで「용두（龍頭）」バス停下車 （下車後西方へ約300メートル）